# Guramier
Guramier (Osphronemidae) är en familj bland labyrintfiskarna.
Det finns drygt 130 arter av guramier, bland dem många akvariefiskar såsom kampfisk, blå gurami (med odlingsvarianterna marmorgurami och guldgurami), dvärggurami och honungsgurami, men också viktiga matfiskar såsom jättegurami (Osphronemus goramy). De flesta guramier är allätare. I akvarium äter de alla typer av standardfoder. De flesta är trevliga och lättskötta och kan hållas i ett sällskapsakvarium.

## Etymologi
Ordet gurami är malajiska för "sötvattenkarp" och har sin rot i det javanesiska ordet graméh.

## Fortplantning och uppfödning
Vissa guramier är munruvare, men de flesta arter i denna familj är skumbobyggare och bygger ett stort skumbo i vilket rommen läggs. Denna vaktas sedan av hanen. Om inte akvariet är väldigt stort (minst 120 cm) bör honan flyttas till annat akvarium efter leken, eftersom hanen kan vara ganska aggressiv mot henne. Ynglen är hos de flesta arter mycket små vid kläckningen, men kan oftast födas upp med infusorier och hjuldjur. Akvariet skall vara tätt planterat med växter men ha ett fritt simutrymme och många flytväxter. Guramier trivs bäst i ett lågt akvarium där det finns gömställen bland stenar och rötter.

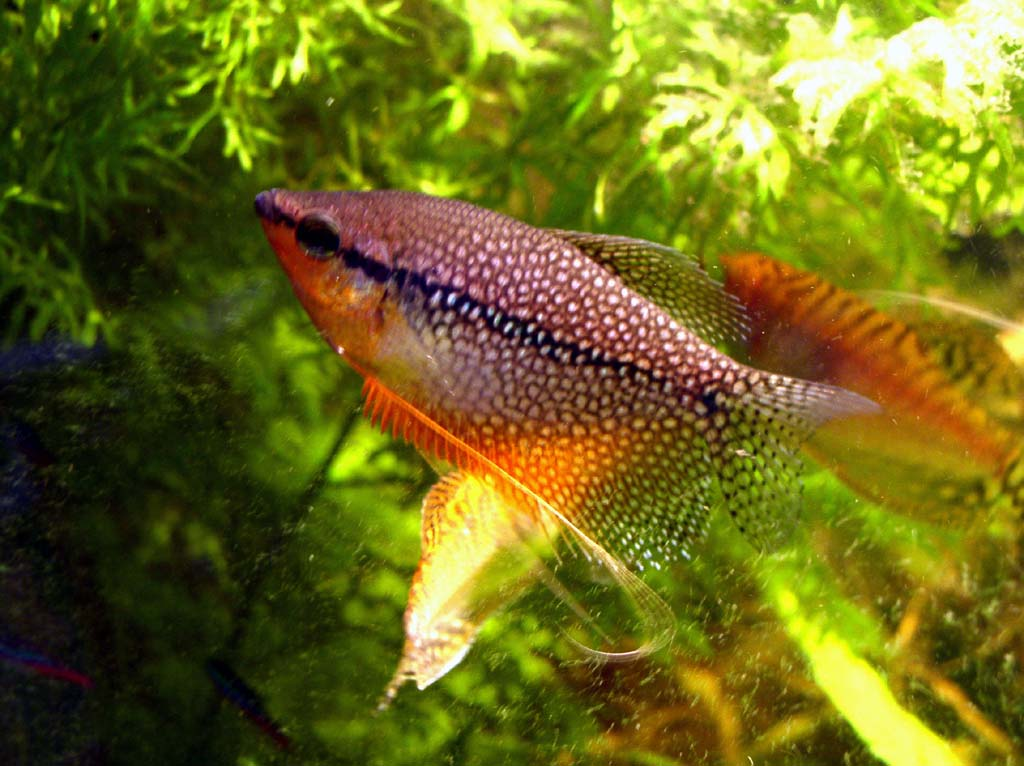
Mosaikgurami-hane till vänster, till höger en guldgurami

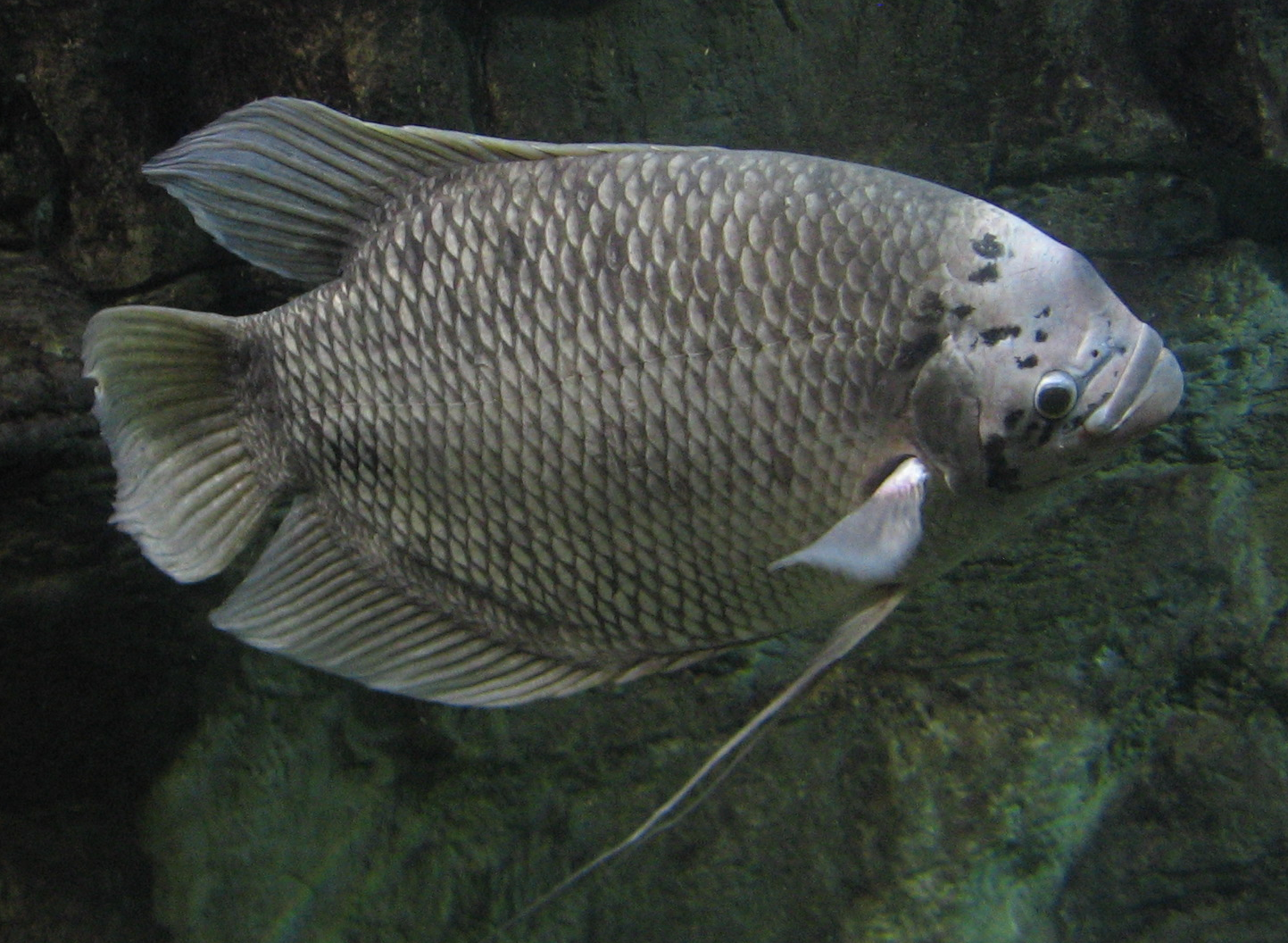
Jätteguramin (Osphronemus goramy) kan bli upp till 70 centimeter lång